# Encyclopédie du théâtre polonais
L'Encyclopédie du théâtre polonais (en polonais : Encyklopedia teatru polskiego) est une encyclopédie en ligne, en service depuis le 4 décembre 2015, créée et gérée par l'Institut théâtral Zbigniew Raszewski (pl) en collaboration avec la Société polonaise de recherche théâtrale,.

## Histoire
L'initiatrice du portail est Dorota Buchwald, de l'Institut théâtral Zbigniew Raszewski. Le travail de création de l'encyclopédie a duré plus de deux ans au cours desquels ont été rassemblées et publiées le jour de son inauguration : 200 entrées thématiques (sur les phénomènes et termes théâtraux), plus de 50 000 critiques et plus de 80 000 entrées sur les artistes. En outre, environ 100 000 photographies de spectacles et 20 000 programmes, affiches et posters de théâtre ont été publiés.
Enrichie et mise à disposition successivement depuis 2015, la base de données comprend également, entre autres, un calendrier de l'histoire du théâtre polonais, l'histoire des activités des différents théâtres et compagnies, un registre des premières théâtrales, ainsi que l'histoire du théâtre de télévision et du théâtre radiophonique polonais. Les bases de données sont créées au sein du Laboratoire de documentation théâtrale de l'Institut du théâtre.
La supervision de l'Encyclopédie du théâtre polonais est assurée par l'Institut du théâtre Zbigniew Raszewski et la Société polonaise de recherche théâtrale sous la forme d'un comité de rédaction, bien que la formule de création soit ouverte aux lecteurs grâce à la possibilité de suggérer des ajouts ou de signaler des erreurs sur une sous-page particulière de l'encyclopédie,.